# Malling (Denemarken)
Malling is een plaats in de Deense regio Midden-Jutland, gemeente Aarhus, en telt 3282 inwoners (2007).

## Zie ook

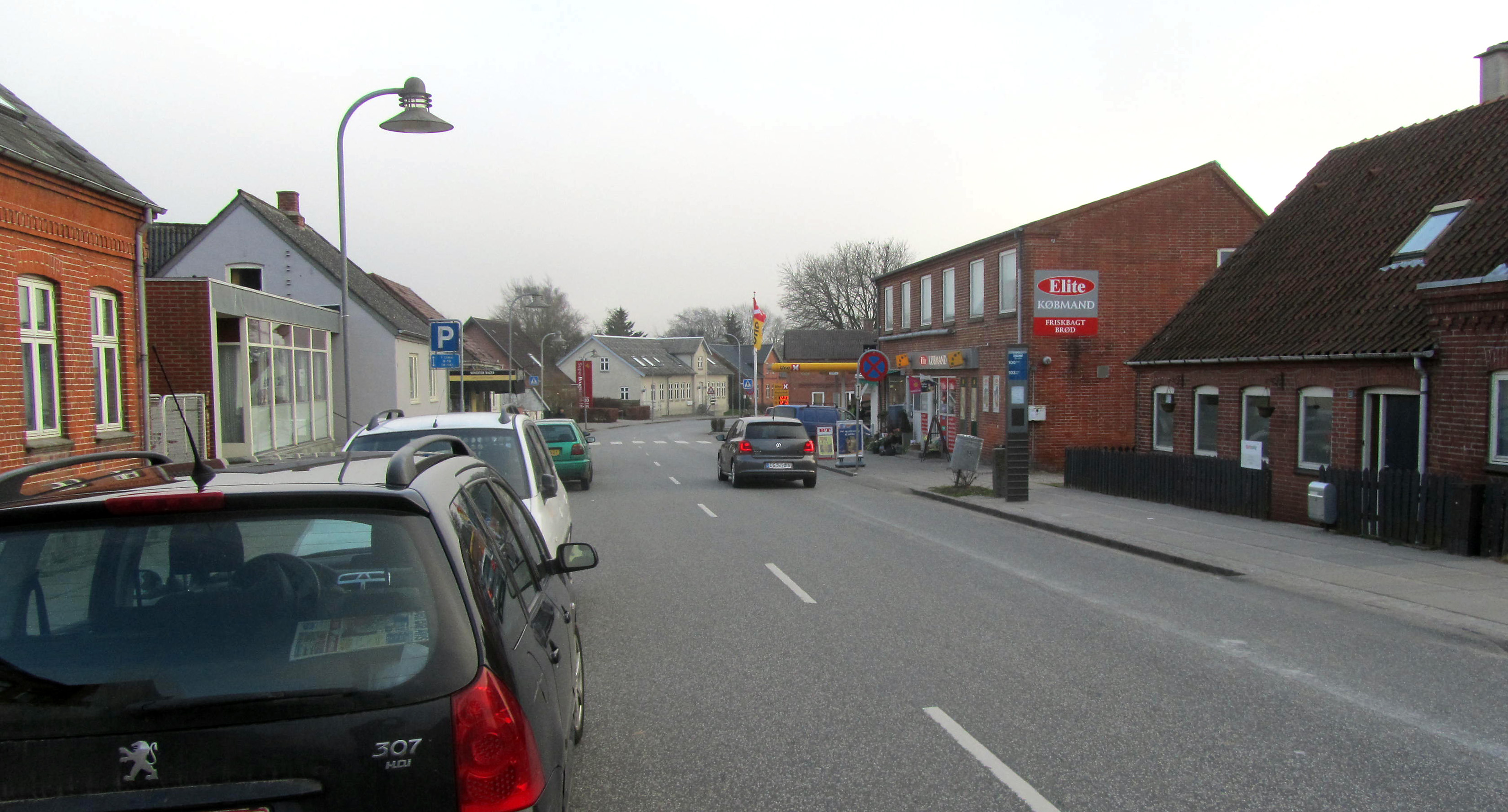
Straat in Malling
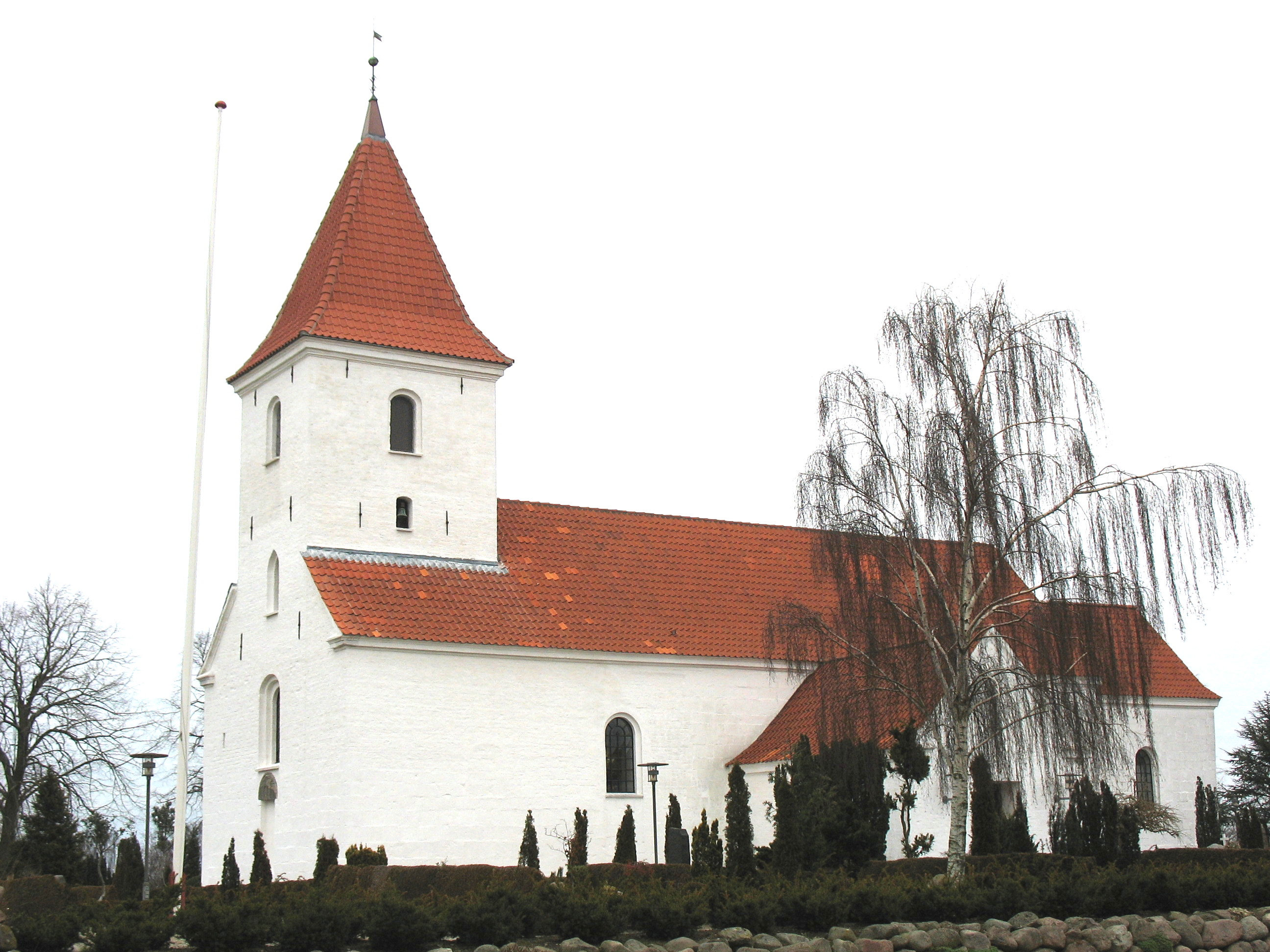
Kerk in Malling
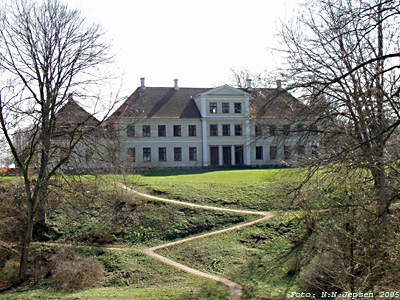
Vilhelmsborg